# NAVIGA
Die NAVIGA ist ein internationaler Dachverband im Bereich des Schiffsmodellsports.
Sie ist eine nichtstaatliche Organisation, unter deren Dach verschiedene nationale Verbände im Bereich Schiffsmodellsport zusammengefasst sind.
Sie dient der Organisation von Wettbewerben auf internationaler Ebene und publiziert Regeln für diese Wettkämpfe.
Der Verein ist in verschiedene Sektionen gegliedert, innerhalb derer Wettkampfklassen definiert und Wettkämpfe ausgetragen werden:
- Sektion für vorbildgetreue Standmodelle (C)
- Sektion für Modell Rennboote (FSR)
- Sektion für Motormodelle (M)
- Sektion für ferngesteuerte Segeljachten (S)
- Sektion für vorbildgetreue Fahrmodelle (NS)
- Sektion für Motormodelle ohne Fernsteuerung (A/B)

Aufgrund der Beschränkung auf Modellsport erreicht dieser Verband nicht die Bedeutung anderer internationaler Verbände im Bereich Modellsport (Fédération Aéronautique Internationale).

## Geschichte
Die Gründung erfolgte am 3. Mai 1959 in Basel. Zunächst gehörten der NAVIGA die BRD, DDR, Österreich, Italien Schweiz, Frankreich und Polen an, wobei die Aufnahme der Schweiz, DDR, Polen und Italien endgültig erst auf der Generalversammlung am 16. September 1960 am Rande der Europameisterschaften in Wien beschlossen wurde.